# Into the Groove
„Into the Groove“ je píseň z roku 1985, kterou sepsala a nazpívala americká zpěvačka-skladatelka Madonna. Skladba se objevila ve filmu Hledám Susan. Zn.: Zoufale; byla publikována jako singl přes firmu Sire Records.
Píseň coverovali Kids Incorporated a Ciccone Youth.

## Formáty
- UK 7" Single

1. "Into the Groove"
2. "Shoo-Bee-Doo"

- Germany 5" CD Single (1990)

1. "Into the Groove"
2. "Who's that Girl" (Extended Version)
3. "Causing a Commotion" (Silver Screen Mix)

- UK 12" Single / European CD Single (Re-Issue)

1. "Into the Groove"
2. "Everybody"
3. "Shoo-Bee-Doo"

## Hudební žebříčky
| Hitparáda (1985)                   | Příčka |
| ---------------------------------- | ------ |
| UK Singles Chart                   | #1     |
| U.S. Billboard Hot Dance Club Play | #1     |
| U.S. Billboard Hot Black Singles   | #19    |